# Valerian Sokolov
Valerian Sergejevič Sokolov (rusky Валериан Сергеевич Соколов; 30. srpna 1946) je bývalý sovětský boxer.
Na Letních olympijských hrách 1968 v Ciudad de México získal zlatou medaili ve váhové kategorii do 54 kg.